# Eupithecia falkovitschi
Eupithecia falkovitschi är en fjärilsart som beskrevs av Jaan Viidalepp 1976. Eupithecia falkovitschi ingår i släktet Eupithecia och familjen mätare. Inga underarter finns listade i Catalogue of Life.